# Nantas (nouvelle)
Ne doit pas être confondu avec Nantas (film).
Nantas est une nouvelle d'Émile Zola.

## Publication
La nouvelle, composée de cinq chapitres, est inspirée du roman la Curée, paru en 1871. Elle est publiée dans Le Messager de l’Europe puis dans Le Voltaire en juillet 1879 ; elle paraît en 1884 dans le recueil Naïs Micoulin, publié par Georges Charpentier, aux pages 65 à 126.

## Résumé
Jeune homme originaire de Marseille, Nantas décide de se rendre à Paris en raison du décès de ses parents pour y faire fortune. Dans un premier temps, il vit dans la misère, logé dans une chambre de bonne sous les toits de la capitale. Au bout du rouleau, il prend la décision de mettre fin à ses jours. C'est alors qu'une femme frappe à sa porte et lui propose un marché : il s'agit de devenir le mari de sa patronne, une aristocrate enceinte d'un autre homme, et de sauver ainsi sa réputation. Il accepte et épouse cette femme. Son nouveau beau-père est convaincu que Nantas est le père biologique de l'enfant.
Après plusieurs années, Nantas, ambitieux et soutenu par le père de sa femme, devient très riche, tout en étant amoureux de son épouse. Cette situation n'est cependant pas réciproque. Un jour il fait une découverte : son épouse a un amant.
Le dévouement qu’il éprouve pour l'Empire est absolu et l'empereur lui propose de devenir ministre ; il accepte. Il ne trouve toutefois pas le bonheur, trop épris de sa femme qui l'ignore. Nantas lui fait une déclaration d’amour, mais elle y reste insensible.
Désespéré par l'amour unilatéral qu'il voue à son épouse, Nantas décide à nouveau de se suicider. Alors qu'il est près de passer à l'acte, sa femme entre dans la chambre et lui déclare son amour. Elle pleure dans ses bras, avouant qu’elle avait un amant mais qu’elle aime son mari.

## Adaptations
- Nantas, adaptation cinématographique réalisée en 1924 par Émile-Bernard Donatien